# 바레테
바레테(이탈리아어: Barete)는 이탈리아 아브루초주 라퀼라도에 있는 코무네이다. 그란사소 에 몬티 델라 라가 국립공원이라고 알려진 국립공원이 위치해있다.